# Persone di cognome Franklin
| Questa pagina contiene informazioni ricavate automaticamente dalle voci biografiche con l'ausilio del template Bio e di un bot. L'aggiornamento è periodico e automatico e ricostruisce completamente la pagina. Se manca una persona in questa lista, sei pregato di non aggiungerla, ma accertati piuttosto che la sua voce biografica contenga il template Bio e che i dati anagrafici siano correttamente compilati. Se il template Bio manca, inseriscilo tu stesso o, in alternativa, metti l'avviso {{tmp\|Bio}} che ne segnala la mancanza. Se i dati riportati sono sbagliati, correggi direttamente la voce biografica; le modifiche saranno visibili in questa lista entro pochi giorni. Per chiarimenti vedi il progetto antroponimi. La lista contiene solo le 58 persone che sono citate nell'enciclopedia e per le quali è stato implementato correttamente il template Bio. Pagina aggiornata al 7 giu 2025. |

Questa è una lista di persone presenti nell'enciclopedia che hanno il cognome Franklin, suddivise per attività principale.

## Allenatori di calcio(1)
- Paul Franklin, allenatore di calcio e ex calciatore inglese (n. 1963)

## Arcivescovi cattolici(1)
- Damião António Franklin, arcivescovo cattolico angolano (Cabinda, n. 1950 - Johannesburg, † 2014)

## Assassini seriali(1)
- Joseph Paul Franklin, serial killer e terrorista statunitense (Mobile, n. 1950 - Bonne Terre, † 2013)

## Attori(4)
- Hugh Franklin, attore statunitense (Muskogee, n. 1916 - † 1986)
- Marcus Carl Franklin, attore statunitense (Carmel, n. 1993)
- Nelson Franklin, attore statunitense (Montréal, n. 1985)
- Vincent Franklin, attore britannico (Yorkshire, n. 1966)

## Attrici(3)
- Bonnie Franklin, attrice e regista statunitense (Santa Monica, n. 1944 - Los Angeles, † 2013)
- Diane Franklin, attrice statunitense (Plainview, n. 1962)
- Pamela Franklin, attrice britannica (Yokohama, n. 1950)

## Calciatori(3)
- Kobe Franklin, calciatore canadese (Toronto, n. 2003)
- Neil Franklin, calciatore inglese (Shelton, n. 1922 - Stoke-on-Trent, † 1996)
- Sean Franklin, ex calciatore statunitense (Panorama City, n. 1985)

## Cantanti(4)
- Carolyn Franklin, cantante e cantautrice statunitense (Memphis, n. 1944 - Bloomfield, † 1988)
- Erma Franklin, cantante statunitense (Shelby, n. 1938 - Detroit, † 2002)
- Farrah Franklin, cantante e attrice statunitense (Des Moines, n. 1981)
- Melvin Franklin, cantante statunitense (Montgomery, n. 1942 - † 1995)

## Cantautrici(1)
- Aretha Franklin, cantautrice e pianista statunitense (Memphis, n. 1942 - Detroit, † 2018)

## Cestiste(1)
- A'Quonesia Franklin, ex cestista e allenatrice di pallacanestro statunitense (Tyler, n. 1985)

## Cestisti(5)
- Alex Franklin, cestista statunitense (Reading, n. 1988)
- Will Franklin, ex cestista statunitense (Norfolk, n. 1949)
- Armaan Franklin, cestista statunitense (Indianapolis, n. 2000)
- Jamaal Franklin, cestista statunitense (Moreno Valley, n. 1991)
- Travis Franklin, ex cestista statunitense (Baton Rouge, n. 1988)

## Chimiche(1)
- Rosalind Franklin, chimica, biochimica e cristallografa britannica (Londra, n. 1920 - Londra, † 1958)

## Danzatori(1)
- Frederic Franklin, danzatore e direttore artistico britannico (Liverpool, n. 1914 - New York, † 2013)

## Disc jockey(1)
- Clark Kent, disc jockey e produttore discografico statunitense (New York, n. 1966 - Green Brook Township, † 2024)

## Fisiche(1)
- Ursula Franklin, fisica e attivista tedesca (Monaco di Baviera, n. 1921 - Toronto, † 2016)

## Ginnasti(1)
- Bernard Franklin, ginnasta britannico (Londra, n. 1889 - Londra, † 1937)

## Giocatori di football americano(7)
- William Franklin, ex giocatore di football americano statunitense (St. Louis, n. 1985)
- Collin Franklin, ex giocatore di football americano statunitense (Simi Valley, n. 1988)
- Jeff Franklin, ex giocatore di football americano e allenatore di football americano statunitense
- Johnathan Franklin, giocatore di football americano statunitense (Los Angeles, n. 1989)
- Orlando Franklin, ex giocatore di football americano canadese (Kingston, n. 1987)
- Troy Franklin, giocatore di football americano statunitense (East Palo Alto, n. 2003)
- Zaire Franklin, giocatore di football americano statunitense (Filadelfia, n. 1996)

## Giocatori di poker(1)
- Tom Franklin, giocatore di poker statunitense (Fresno, n. 1950)

## Inventori(1)
- Charles Samuel Franklin, inventore inglese (Londra, n. 1879 - Londra, † 1964)

## Militari(2)
- John Franklin, ufficiale, esploratore e scrittore britannico (Spilsby, n. 1786 - Isola di Re Guglielmo, † 1847)
- William Franklin, militare e politico britannico (Filadelfia, n. 1730 - Londra, † 1813)

## Modelle(1)
- Nia Franklin, modella statunitense (Winston-Salem, n. 1993)

## Musicisti(2)
- Tony Franklin, musicista e compositore britannico (Derby, n. 1962)
- Kirk Franklin, musicista e cantante statunitense (Fort Worth, n. 1970)

## Nuotatrici(1)
- Missy Franklin, ex nuotatrice statunitense (Pasadena, n. 1995)

## Pallavoliste(1)
- Sarah Franklin, pallavolista statunitense (Lake Worth, n. 2002)

## Polistrumentisti(1)
- Paul Franklin, polistrumentista statunitense (Detroit, n. 1954)

## Politici(1)
- Scott Franklin, politico statunitense (Thomaston, n. 1964)

## Produttori televisivi(1)
- Jeff Franklin, produttore televisivo, sceneggiatore e regista statunitense (Inglewood, n. 1955)

## Rapper(1)
- Curren$y, rapper statunitense (New Orleans, n. 1981)

## Registi(4)
- Carl Franklin, regista, attore e sceneggiatore statunitense (Richmond, n. 1949)
- Chester M. Franklin, regista e attore statunitense (San Francisco, n. 1890 - Los Angeles, † 1954)
- Richard Franklin, regista, produttore cinematografico e sceneggiatore australiano (Melbourne, n. 1948 - Melbourne, † 2007)
- Sidney Franklin, regista, produttore cinematografico e attore statunitense (San Francisco, n. 1893 - Santa Monica, † 1972)

## Sceneggiatori(1)
- Howard Franklin, sceneggiatore e regista statunitense

## Scienziati(1)
- Benjamin Franklin, scienziato, politico e inventore statunitense (Boston, n. 1706 - Filadelfia, † 1790)

## Scrittori(1)
- Tom Franklin, scrittore statunitense (Dickinson, n. 1963)

## Scrittrici(1)
- Miles Franklin, scrittrice australiana (Talbingo, n. 1879 - Drummoyne, † 1954)

## Tripliste(1)
- Tori Franklin, triplista statunitense (Westmont, n. 1992)